# آرایات‌لی
آرایات‌لی (به لاتین: Arayatlı) یک منطقه مسکونی در جمهوری آذربایجان است که در شهرستان فضولی واقع شده است. آرایات‌لی ۹۹۰ نفر جمعیت دارد.